# Hidrato de gas

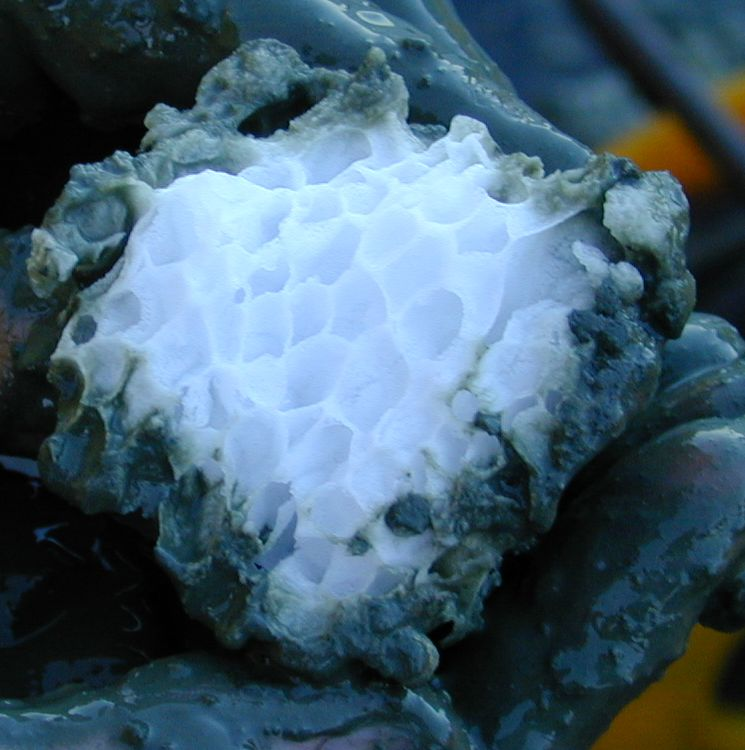
Estructura de un hidrato de gas incrustado en sedimento.

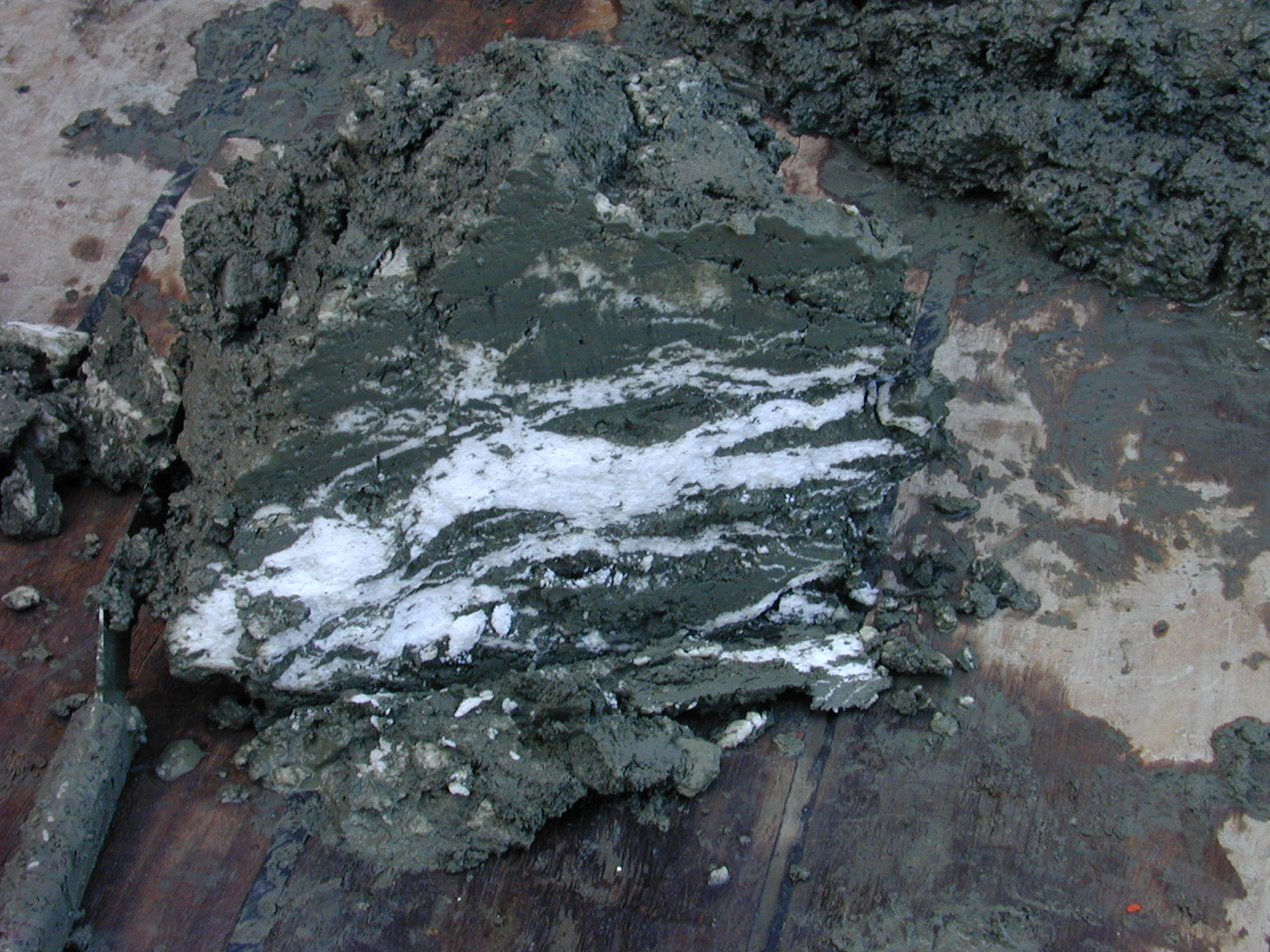
Una capa de hidrato de gas (en blanco), depositado en sedimento marino.

Un hidrato de gas es hielo con gas encerrado en su estructura molecular. El hidrato de gas no debe confundirse con hielo que contiene burbujas de gas comprimido. En un hidrato de este tipo, una molécula de gas está encerrada en una estructura clatrática (de jaula) de moléculas del hielo.
Todos los gases, exceptuando el helio, el hidrógeno y el neón, pueden formar hidratos de gas.
Se producen en condiciones de presión alta y de temperatura baja y en presencia de gas; se destruyen cuando están en condiciones de presión baja o temperatura altas.
Por ejemplo, los hidratos de metano se destruyen a más de -15 °C y 1 atmósfera de presión.

En condiciones de alta presión (500-2000 atmósferas) pueden formarse a temperatura ambiente cálida.